# Alan Gallagher
Alan Mitchell Edward George Patrick Henry Gallagher (San Francisco, 19 ottobre 1945 – Fresno, 6 dicembre 2018) è stato un giocatore di baseball statunitense.
che ha giocato per quattro stagioni con i San Francisco Giants di San Francisco e con la California Angels della Major League Baseball. Nel 1963 si è diplomato alla Mission High School.
Dal 2003 al 2006 è stato responsabile della direzione del T-Bones Kansas City, Kansas dell'Indipendent Northern League.